# 土耳其军队
土耳其軍队 （土耳其語：或TSK），是土耳其共和国的军事部队。包括土耳其陆军、土耳其海军（包括海军航空兵和海军步兵）和空军。 宪兵和海岸巡防隊平时受内务部指挥，但战时他们服从陆军和海军的指挥，在此期间，他们同时有内部军法和军事职能。现代土耳其军队是由苏联军事顾问和教官于1920年土耳其独立战争期间一手组建并训练的。从土耳其正式独立直至加入北大西洋公約組織前，作为苏联在中东地区的非共产主义盟友，其主要制式装备皆为苏制。
土耳其軍队是北大西洋公約組織第二大常设部队，仅次于美国军队，有五个分支超过一百万的军警人员的综合实力。排除以色列，土耳其被視為是中東最强的军事力量。其軍力與北大西洋公約組織敵人俄羅斯相比有較大差距，但高強度戰爭一爆發時還是有相當抵擋和拖延能力，同時地理位置上有封鎖黑海海峽後堵死黑海艦隊的能力，所以還是被接受納入北約。
而2016年土耳其政變未遂後與西方國家關係開始惡化，其認為西方國家有嚴重嫌疑參與政變，之後反伊斯兰国戰爭西方國家支持库尔德人武裝，雙方開始走遠，2017年9月底土宣布向俄羅斯購買S-400导弹引起國際嘩然，因為北大西洋公約組織的目的就是對抗俄羅斯，而現在有北大西洋公約組織國家開始與俄羅斯軍事合作，更擔心导弹安裝的技術交流中俄羅斯技術員可能得以接觸北大西洋公約組織的军事技术与装备。

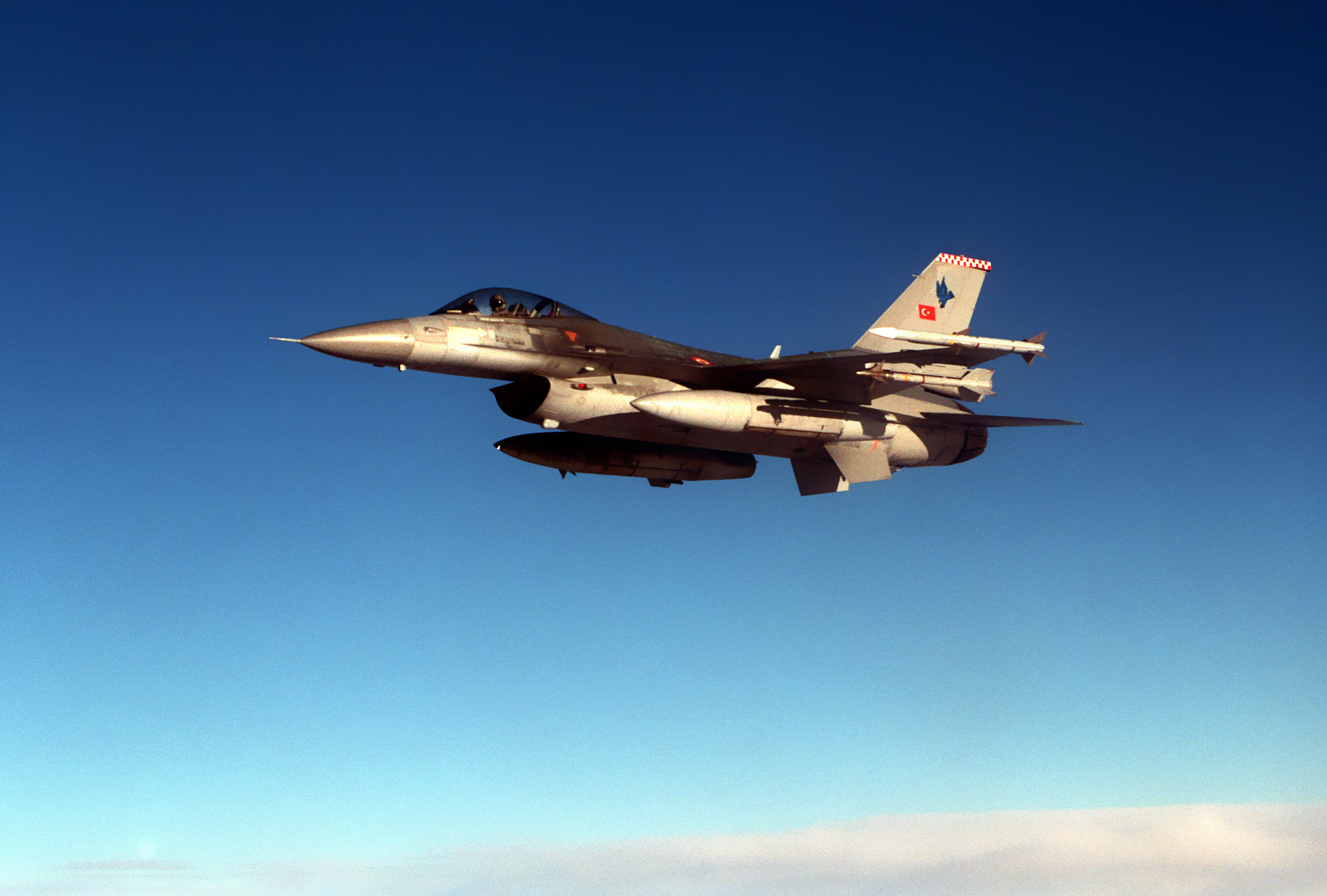
F-16戰隼戰鬥機
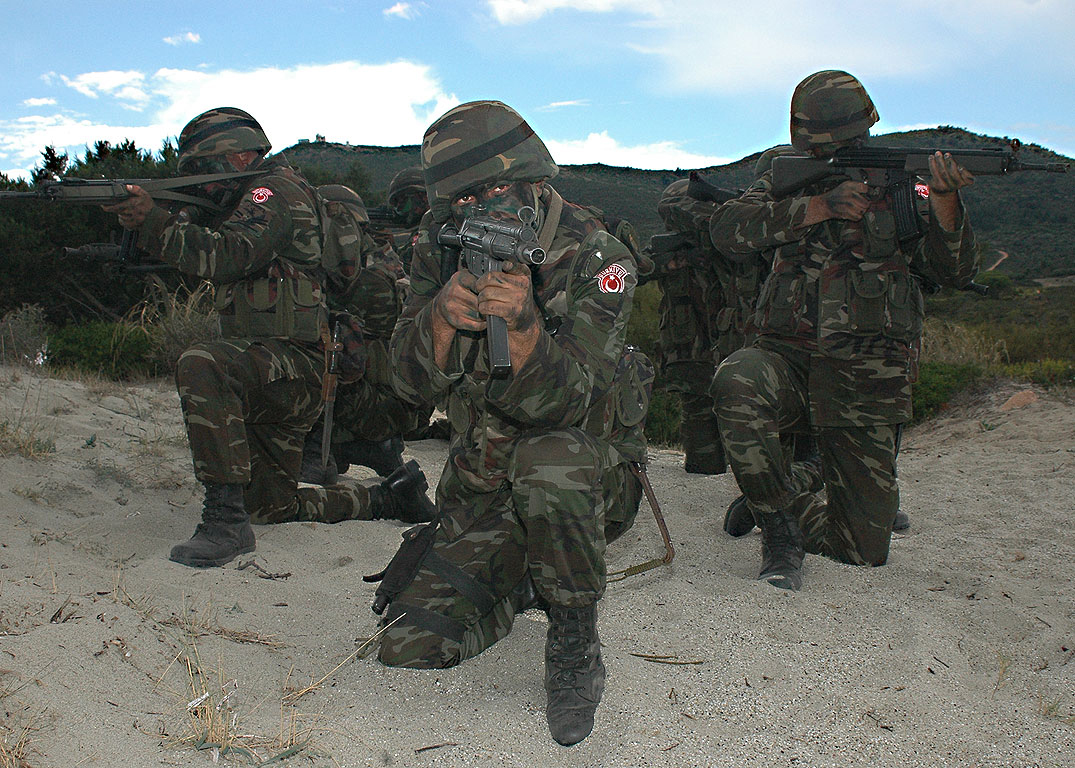
海軍陸戰隊特種部隊
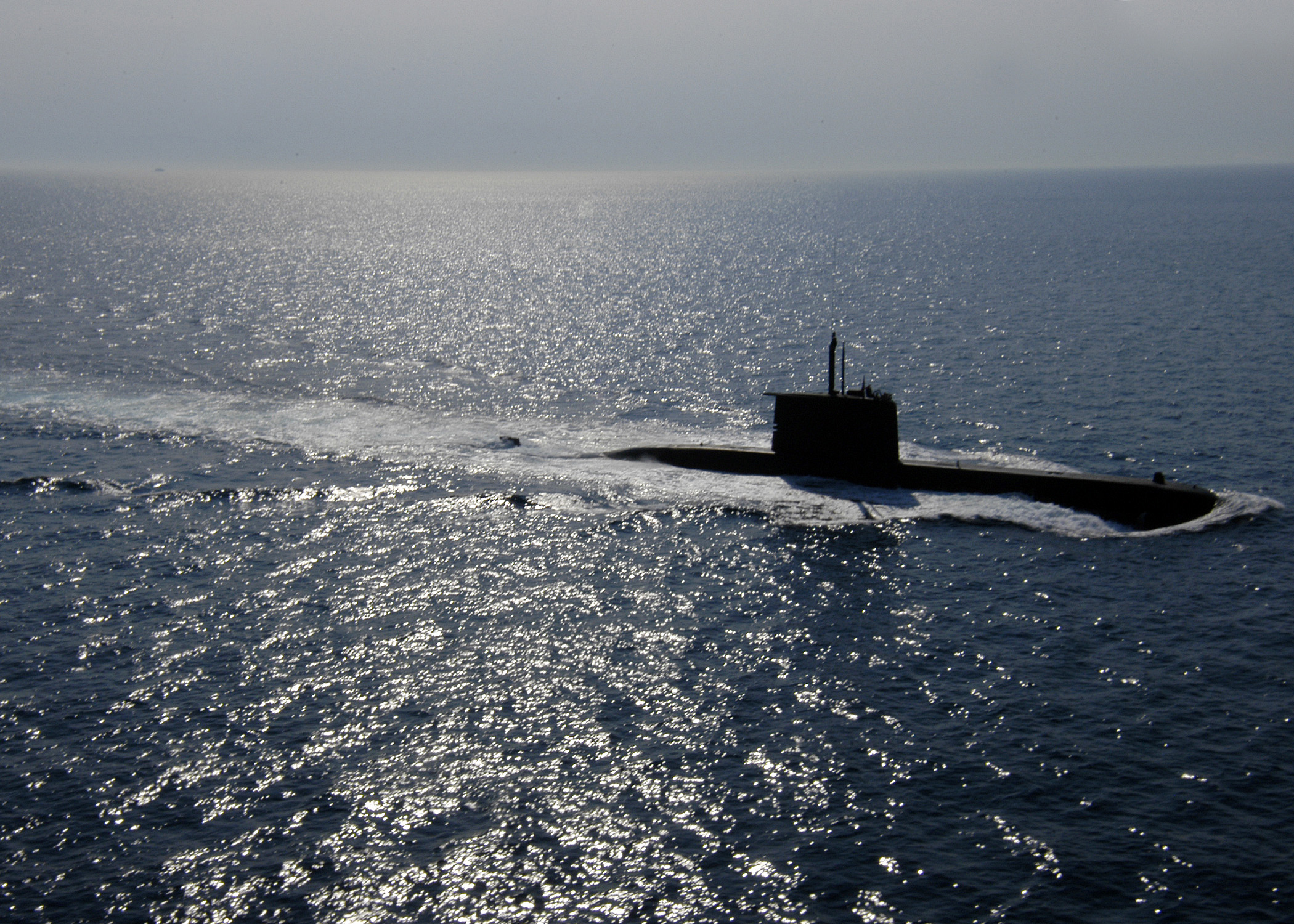
209型潛艇
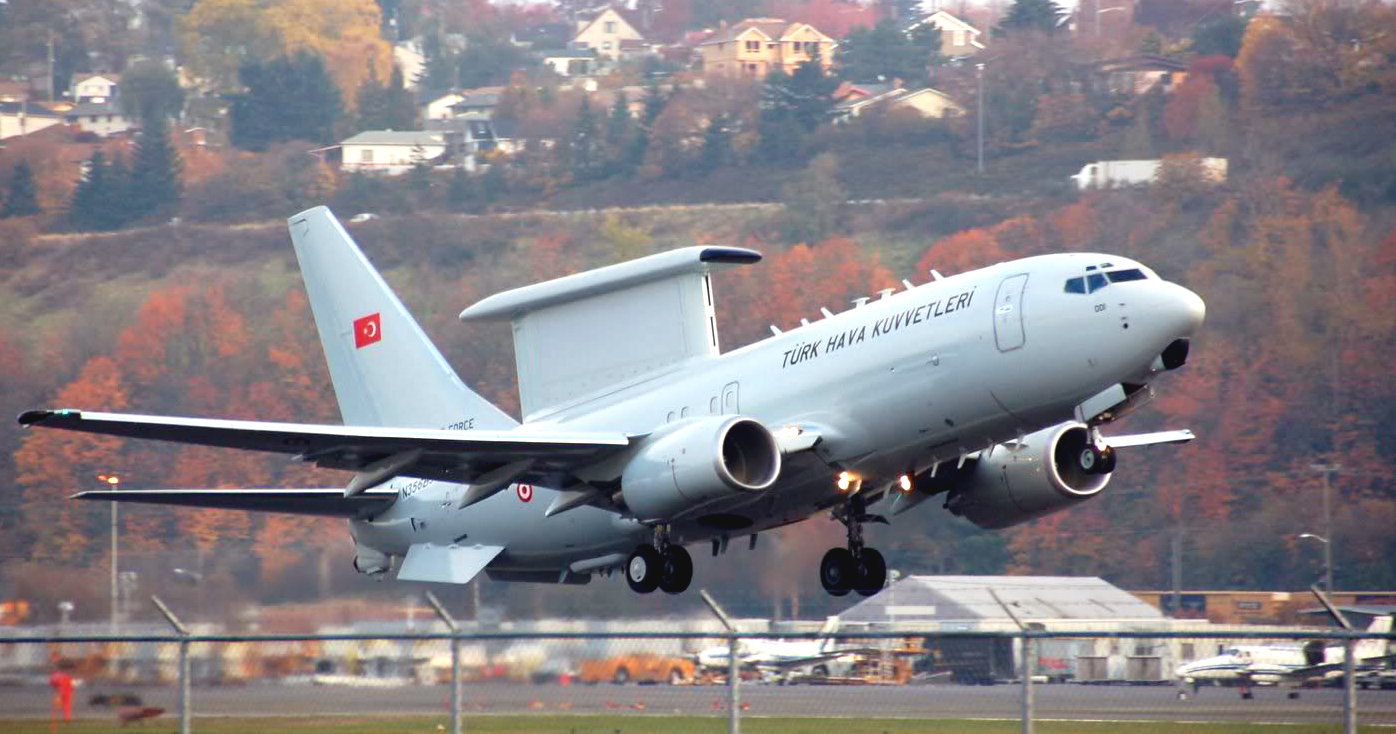
波音737改裝型空中预警机
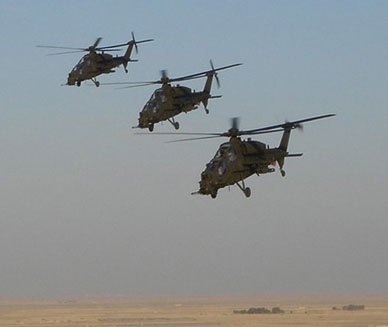
奧古斯塔偉士蘭A129野馬直升機
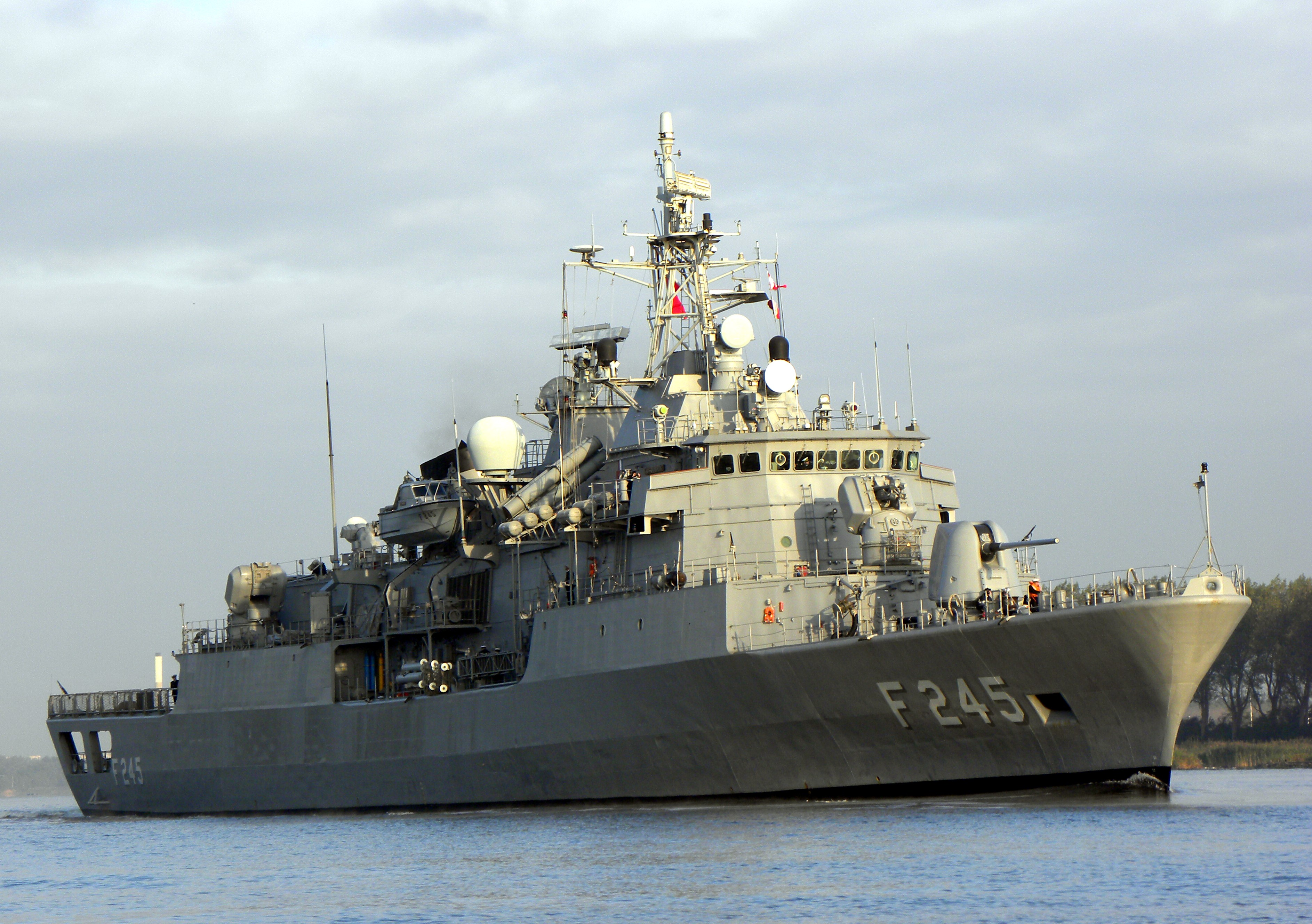
巴巴洛斯級巡防艦
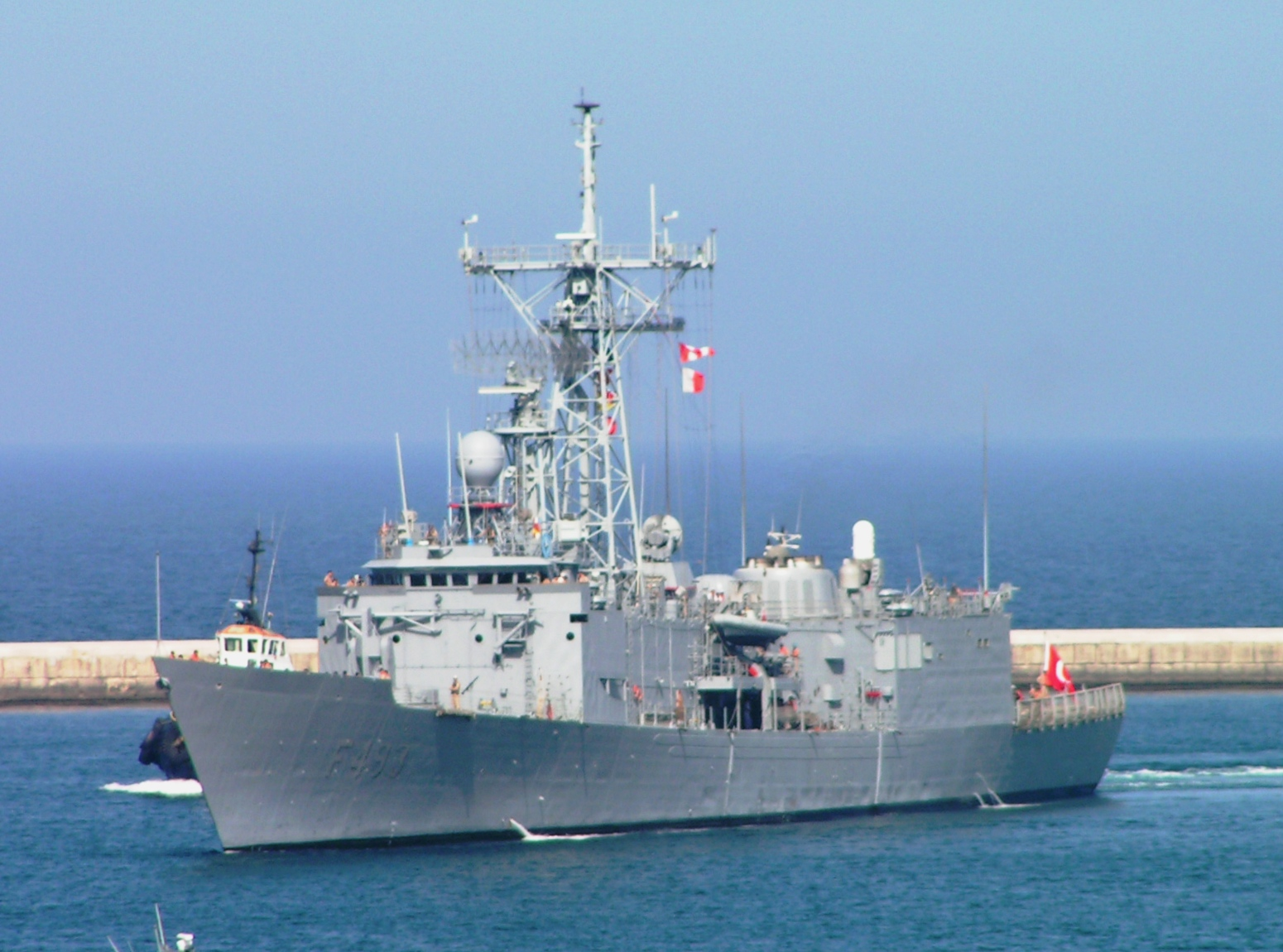
加濟安泰普級巡防艦
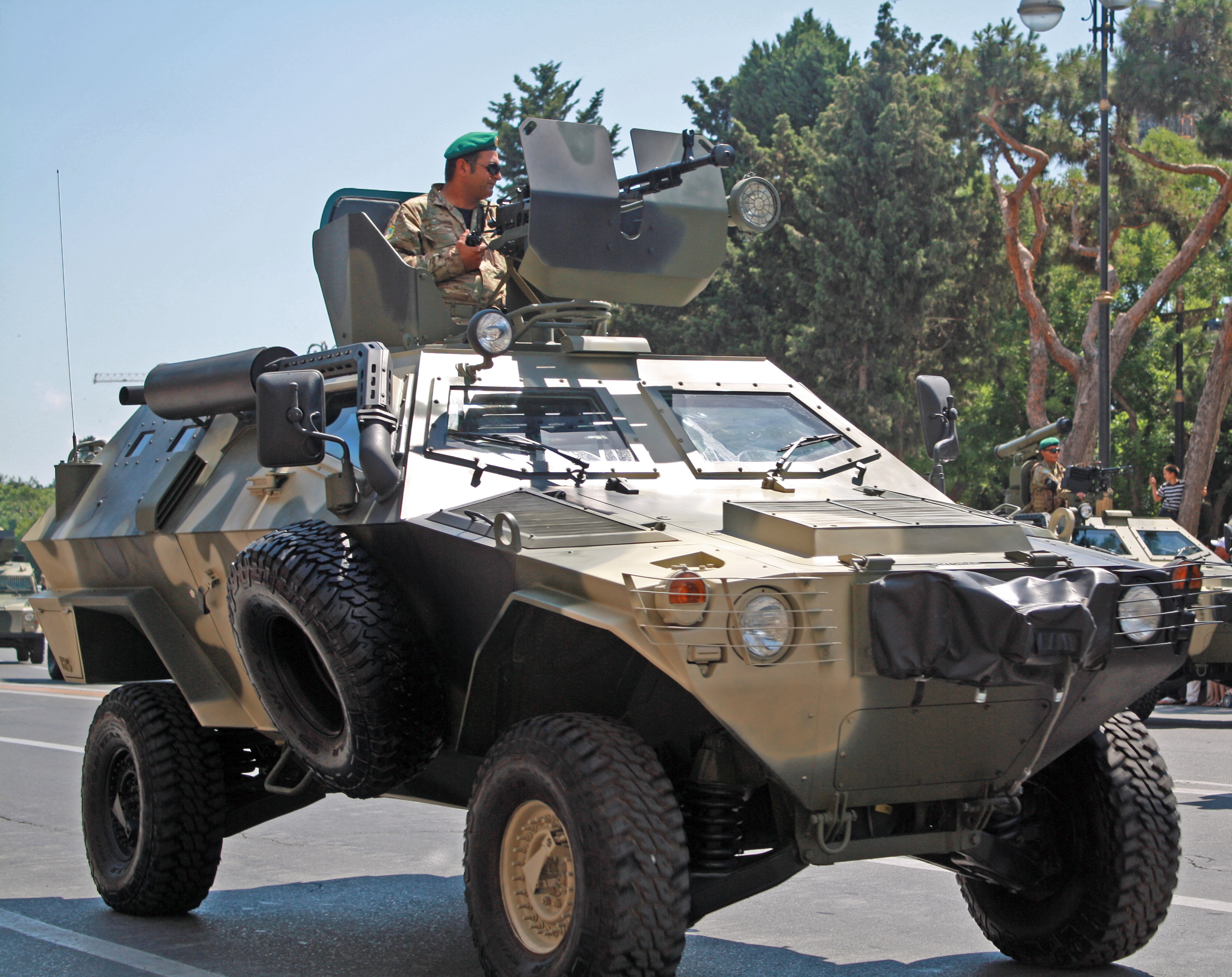
眼鏡蛇裝甲車
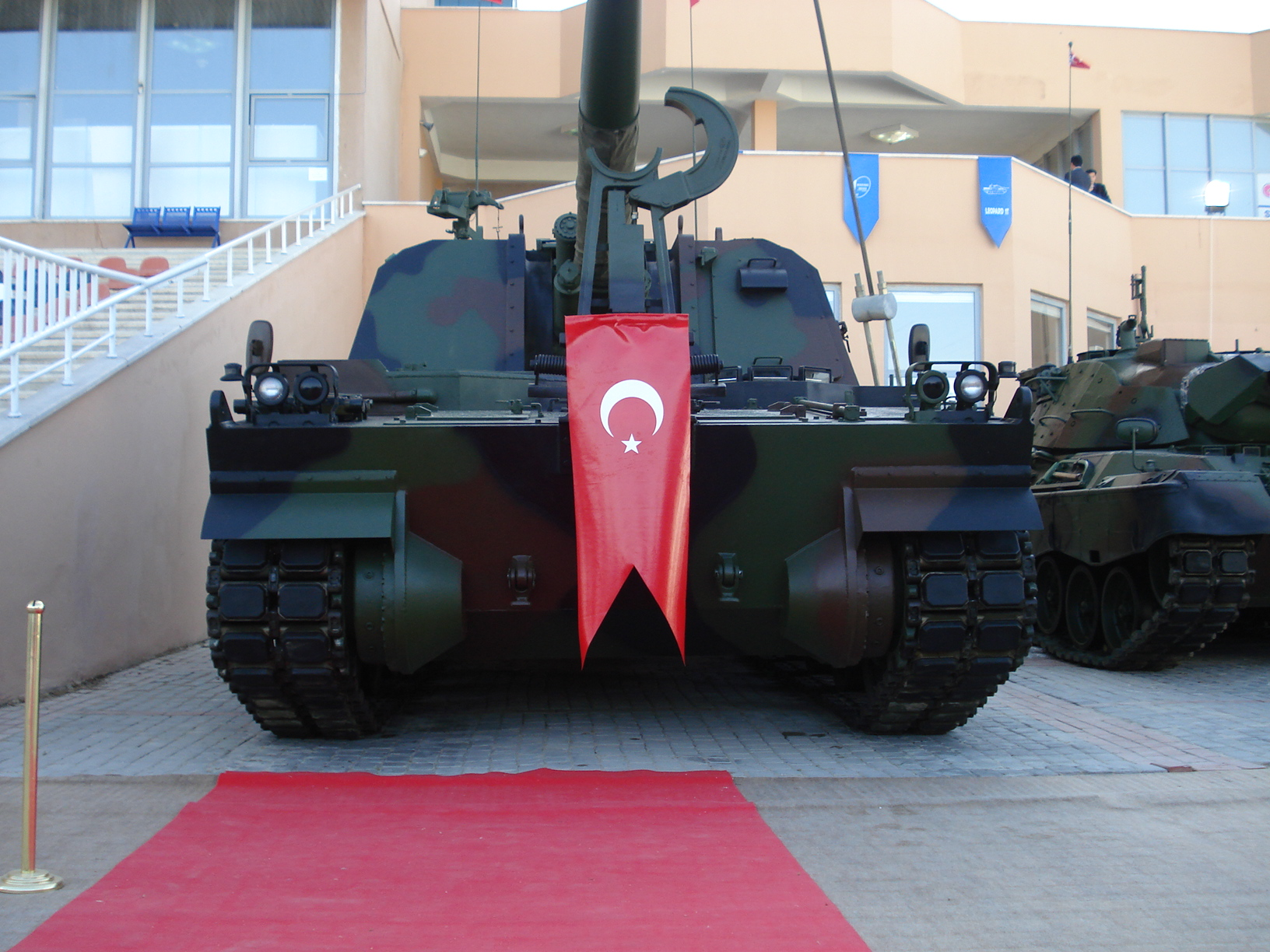
K9自走砲的土耳其授權生產版本：T-155“风暴”
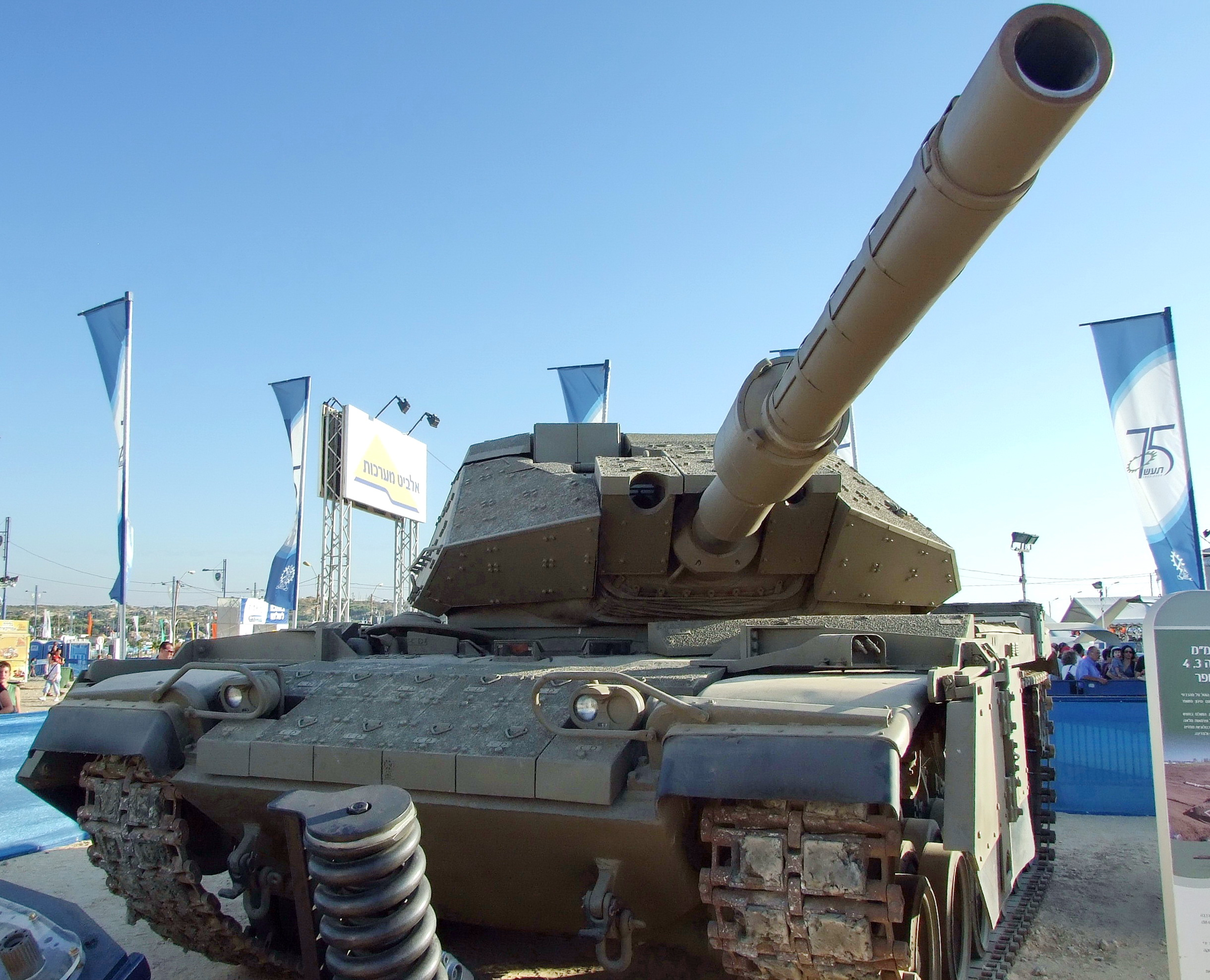
薩布拉坦克
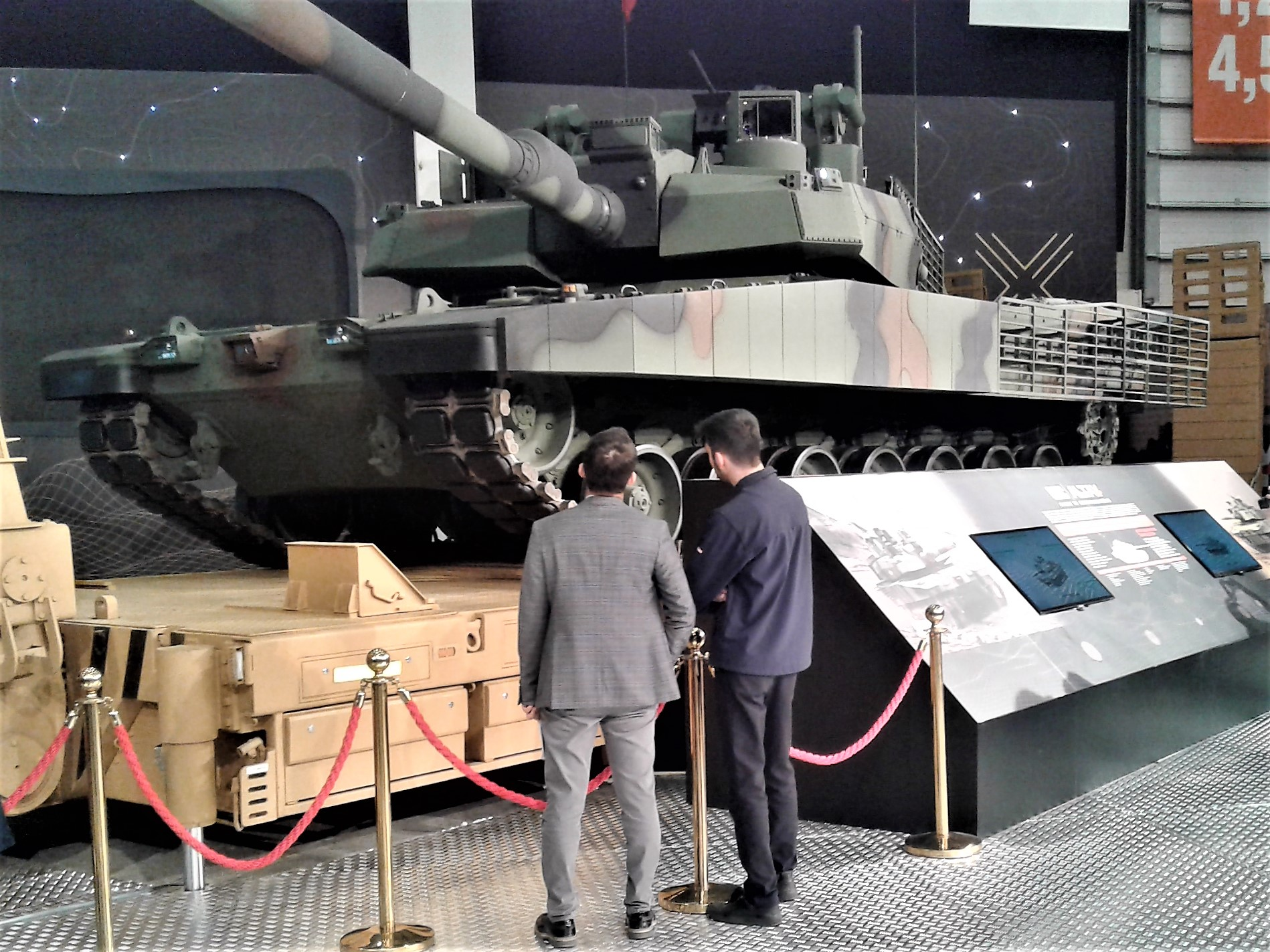
阿勒泰戰車

## 參閲
- 2015年土耳其擊落俄羅斯戰鬥機事件
- 2015年土耳其反恐行動
- 2016年土耳其政變
- 春之盾行動(春季盾牌行動/Operation Spring Shield)